# Zero Press
Zero Press, agli inizi della sua esistenza nota anche come Big Comics, fu una casa editrice di fumetti fondata da Sal (Salvatore) Virelli e attiva all'incirca a metà degli anni Novanta. La casa fallì definitivamente nel 1998.
La Zero Press era specializzata in parodie, in particolar modo delle seguenti tre tipologie di fumetti: albi di supereroi statunitensi, fumetti italiani editi dalla Sergio Bonelli Editore e manga, in special modo quelli pubblicati in Italia come testate della Star Comics; sono stati realizzati comunque anche albi non parodistici contenenti storie originali. Sal Virelli era l'editore e supervisore degli albi, mentre i testi di tutte le storie (e talvolta anche i disegni) erano opera di Stefano Nocilli. Tra i numerosi disegnatori della casa va ricordato in particolare Federico Distefano. Degni di nota anche Leomacs, Andrea Cuneo, Davide Calì (in arte, Lex Luthor), Lucio Parrillo e Massimiliano (Max) Pancia.
Fra i vari albi da essa pubblicati solo la saga di Kenshemo il Guerraiolo (parodia di Ken il guerriero) è stata serializzata in più numeri mentre tutti gli altri albi erano numeri unici.

## Caratteristiche delle parodie Zero Press
Le storie degli albi della Zero Press sono caratterizzate da un umorismo molto particolare: il senso dello humour in esse è abbastanza amaro e "adulto", in quanto non sono le tipiche parodie goliardiche ma sono zeppe di riferimenti sarcastici all'Italia del periodo (con caricature di alcuni personaggi della politica e dello spettacolo) e alla televisione, sbeffeggiano i luoghi comuni nell'impostazione dei disegni, delle trame e dei dialoghi del fumetto italiano, americano e giapponese, e sono caratterizzate da un modo di parlare dei personaggi piuttosto aulico, che può essere sia una parodia del tono pomposo di alcune serie di fumetti (probabilmente quelli Marvel, come viene detto in alcuni albi), sia un modo di distanziarsi dalle tipiche parodie che presentano un linguaggio spesso piuttosto elementare.
Sul piano dei disegni, le tavole (in particolare quelle di Distefano) sono spesso molto elaborate e ricche di dettagli più o meno comici, e lo stile di disegno dei personaggi oscilla tra il realistico e il caricaturale. Ci sono moltissimi riferimenti ad altri personaggi del fumetto e dell'animazione all'interno delle tavole, così come ad altri personaggi Zero Press che non appartengono alla storia in corso e a volte interagiscono con gli altri personaggi. Ci sono inoltre parecchi rimandi interni nei dialoghi e nelle trame ad altri albi Zero Press, in particolare nella saga di Kenshemo che è dotata di una sua continuity.

## Le produzioni Zero Press
In corsivo viene riportato il titolo dell'albo, e fra parentesi viene nominata la serie di cui questi fumetti sono la parodia.

### Parodie di serie italiane
- settembre 1995: Dilan Blob (Dylan Dog) (pubblicato come Big Comics)
- dicembre 1995: Nathant Neuter - Agente speciale Vaffa (Nathan Never) (pubblicato come Big Comics)
- maggio 1996: Lazaron Lord - La vera identità (Lazarus Ledd) (pubblicato come Big Comics)
- maggio 1996: Nathant Neuter contro Lazaron Lord (pubblicato come Big Comics)
- maggio 1996: Parabolik - Crimini e misfatti S.p.A. (Diabolik)
- ottobre 1996: Fax - Palle in canna (Tex)
- ottobre 1996: Martyn Clystère - Italiana Jones e l'ultima parola crociata (Martin Mystère)
  - una seconda parte, intitolata "Martyn Clystère e Mandrago - Hemorroid sulla Terra!", annunciata al termine della storia, non sarà mai pubblicata causa fallimento della casa.
- ottobre 1997: Zugar - Lo spiritoso con l'accetta (Zagor)
- marzo 1995: Dilan Bob - La notte degli orti viventi (Dylan Dog)

### Parodie di serie statunitensi
- febbraio 1997: Papman - La leggenda della parodia oscura (Batman)
- maggio 1997: Il Tordo (Il corvo)
- ottobre 1997: Stuporman, l'uomo di zinco (Superman)

### Parodie di serie giapponesi
- ottobre 1996: Kenshemo il Guerraiolo - Chi tocca il giallo muore (Ken il guerriero)
  - febbraio 1997: Kenshemo il Guerraiolo contro Bobo
  - maggio 1997: Kenshemo il Guerraiolo contro Mr. Jingle
  - maggio 1997: Kenshemo il Guerraiolo contro Agliens
  - maggio 1997: La morte di Kenshemo il Guerraiolo
  - ottobre 1997: Kenshemo il Guerraiolo contro RocoPop
  - ottobre 1997 I guerrieri di Katzuto
  - maggio 1998: Kenshemo contro Dragor Pall (ultimo numero)
- ottobre 1997: Rasma 3/4 - Nient'altro che guai! (Ranma ½)
- ottobre 1997: Dragor Pall - I predatori dell'orco perduto (Dragon Ball)
- maggio 1998: Dr. Pulp e Anale - Papagotchi, il maiale virtuale! (Dr. Slump e Arale)

### Mix di paesi
- ottobre 1997: Lapin II contro Parabolik - Delinquenti perbene (Lupin III e Diabolik)

## Descrizione di alcuni albi

### Dragor Pall
Dragor Pall è una parodia di Dragon Ball concepita da Sal Virelli. L'albo (numero unico) prende il nome dal soprannome del protagonista Botu Lino, quasi identico a Goku da giovane non fosse che per la coda da serpente invece che da scimmia. Anche i suoi amici fanno il verso a personaggi vari del mondo di Dragon Ball: Kiki è una ragazza che ricorda vagamente Bulma, Oronz è una sorta di ippopotamo antropomorfo col pannolone che fa il verso al maiale trasformista Olong, e infine Maui, l'Uomo Coccinella (perché indossa un guscio di coccinella sulla schiena), è una parodia del maestro Muten con la faccia di Maurizio Costanzo.
Nella storia, I predatori dell'orco perduto, Botu entra in possesso di una mappa che indica l'ubicazione dei Dadi dell'Orco, due oggetti magici che permettono a chi li trova di esprimere un desiderio (e che Botu vuole sfruttare per sfondare nel mondo della televisione). Per entrare in possesso dei dadi, però, Botu dovrà affrontare tre terribili prove:
- scontro con Hamamet il Magnifico, guerriero arabo dalle fattezze di Bettino Craxi
- scontro con i due giganti Vito e Gaetano, i Bronzi di Riaku (vinto da Botu con la tecnica dell'Affangala, una parodia della Kamehameha)
- compilazione del modulo 740 somministrato dal perfido Vaselyn.

Alla fine Botu e compagnia riescono a ottenere i dadi, ma non riescono a fare di meglio che finire a recitare in un film intitolato "Jessica Bobbit taglia ancora" (che fa il verso sia a Chi ha incastrato Roger Rabbit sia ai fatti di cronaca con protagonista Lorena Bobbit), diretto dallo stesso Vaselyn.

#### Errori
In una tavola Botu afferma che il colpo speciale che sta eseguendo gli è stato insegnato da Kenshemo il Guerraiolo, ma nell'albo Kenshemo il Guerraiolo contro Dragor Pall non solo i due non si conoscono, ma addirittura Botu deve attraversare un portale dimensionale per incontrare Kenshemo.

### Papman
L'albo contiene due storie che fanno il verso ai due film di Batman diretti da Tim Burton. 
Nella prima storia Papman (l'uomo-pappagallo) assume la sua identità di supereroe per vendicare la morte dei genitori assaliti da un criminale, o almeno così lui crede: infatti, a causa dell'abuso di droghe durante la sua giovane età, la sua mente non è perfettamente a posto, e così continua a credere che i suoi genitori siano deceduti mentre a più riprese viene dimostrato che sono vivi. Il nemico che deve affrontare è un pagliaccio, ovvia parodia del Joker (e alcune allusioni dei dialoghi esplicitano il riferimento al film facendo capire che si tratta di Jack Nicholson), il quale ha rapito la papera prediletta di "Oira Morfei" per vendicarsi di come era stato trattato dagli altri artisti del circo e chiede un ingente riscatto per lasciarla libera. Ovviamente non tutto va come previsto.
Nella seconda storia il criminale di turno è La Pinguina, una suora rapinatrice di banche: il riferimento è duplice in quanto non solo è una parodia del Pinguino di Batman - Il ritorno, ma è anche un rimando all'omonima religiosa del film The Blues Brothers. I rimandi con il film si fanno più labili, mentre diventano più forti quelli con il fumetto con l'introduzione dell'aiutante di Papman, un ex-apprendista idraulico che fa la parodia di Robin, dando il via alle più classiche allusioni omoerotiche e pedofile sul rapporto tra i due.

## Progetti abortiti
A causa della chiusura della casa, alcune parodie annunciate e pubblicizzate sugli stessi albi (anche se non era noto a quale livello di completamento fossero) non furono mai pubblicate. Fra di esse:
- Malù (parodia di Lamù), apparsa in un cameo in la morte di Kenshemo
- Cisy Harder (parodia di City Hunter)
- Sailon Mona contro Capitan Allock (parodia di Sailor Moon e Capitan Harlock), entrambi apparsi in La morte di Kenshemo; in particolare la prima imita Lois Lane durante la scena clou de La morte di Superman.
- Crokette (Concrete)
- un altro crossover, tra Kenshemo e Papman

In questo elenco vanno aggiunte anche serie che facevano la parodia di fenomeni del mondo televisivo:
- X-Falsi (X-Files)
- Skass Treck (Star Trek, apparentemente parodia sia della serie originale sia di quelle successive)